# باتريك هو
باتريك هو (بالصينية: 何志平) هو قاضي صلح ‏ وطبيب عيون وسياسي صيني، ولد في 24 يوليو 1949 في هونغ كونغ البريطانية في المملكة المتحدة. انتخب عضو في اللجنة الوطنية لجمهورية الصين الشعبية خلال فترته النيابية ‏ وانتخب Secretary for Home Affairs ‏.